# FC Bayern München in het seizoen 1991/92
Dit artikel beschrijft de prestaties van de Duitse voetbalclub FC Bayern München in het seizoen 1991/92, waarin de club twee keer van trainer wisselde.

## Spelerskern
| Naam                | Nationaliteit | Geboortedatum | Vorige club              |
| ------------------- | ------------- | ------------- | ------------------------ |
| Keepers             |               |               |                          |
| Raimond Aumann      | Duitsland     | 12-10-1963    | /                        |
| Uwe Gospodarek      | Duitsland     | 06-08-1973    | /                        |
| Gerald Hillringhaus | Duitsland     | 22-06-1962    | /                        |
| Sven Scheuer        | Duitsland     | 19-01-1971    | /                        |
| Toni Schumacher     | Duitsland     | 06-03-1954    | Fenerbahçe               |
| Verdedigers         |               |               |                          |
| Markus Babbel       | Duitsland     | 08-09-1972    | /                        |
| Thomas Berthold     | Duitsland     | 12-11-1964    | AS Roma                  |
| Max Eberl           | Duitsland     | 21-09-1973    | /                        |
| Roland Grahammer    | Duitsland     | 03-11-1963    | 1. FC Nürnberg           |
| Ulf Kliche          | Duitsland     | 07-08-1969    | /                        |
| Oliver Kreuzer      | Duitsland     | 13-11-1965    | Karlsruher SC            |
| Markus Münch        | Duitsland     | 07-09-1972    | /                        |
| Hans Pflügler       | Duitsland     | 27-03-1960    | /                        |
| Alois Reinhardt     | Duitsland     | 18-11-1961    | Bayer Leverkusen         |
| Middenvelders       |               |               |                          |
| Manfred Bender      | Duitsland     | 24-05-1966    | SpVgg Unterhaching       |
| Bernardo            | Brazilië      | 20-04-1965    | São Paulo FC             |
| Stefan Effenberg    | Duitsland     | 02-08-1968    | Borussia Mönchengladbach |
| Kurt Kremm          | Duitsland     | 06-11-1963    | /                        |
| Manfred Schwabl     | Duitsland     | 18-04-1966    | SV Sandhausen            |
| Michael Sternkopf   | Duitsland     | 21-04-1970    | Karlsruher SC            |
| Thomas Strunz       | Duitsland     | 25-04-1968    | 1. FC Nürnberg           |
| Olaf Thon           | Duitsland     | 01-05-1966    | MSV Duisburg             |
| Jan Wouters         | Nederland     | 17-07-1960    | AFC Ajax                 |
| Christian Ziege     | Duitsland     | 01-02-1972    | Hertha Zehlendorf        |
| Aanvallers          |               |               |                          |
| Bruno Labbadia      | Duitsland     | 08-02-1966    | 1. FC Kaiserslautern     |
| Brian Laudrup       | Denemarken    | 22-02-1969    | KFC Uerdingen 05         |
| Mazinho             | Brazilië      | 26-12-1965    | Bragantino               |
| Alan McInally       | Schotland     | 10-02-1963    | Aston Villa              |
| Thorsten Ott        | Duitsland     | 18-06-1973    | Kickers Offenbach        |
| Roland Wohlfarth    | Duitsland     | 11-01-1963    | MSV Duisburg             |

- = Aanvoerder

### Technische staf
|                 |                               |               |                                       |
| Functie         | Naam                          | Nationaliteit | Opmerking                             |
| Coach           | Erich Ribbeck                 | Duitsland     | Vanaf 12 maart 1992.                  |
| Coach           | Søren Lerby                   | Denemarken    | Van 9 oktober 1991 tot 11 maart 1992. |
| Coach           | Jupp Heynckes (foto)          | Duitsland     | Ontslagen op 8 oktober 1991.          |
| Assistent-coach | Hermann Gerland               | Duitsland     | Vanaf 9 oktober 1991.                 |
| Assistent-coach | Egon Coordes                  | Duitsland     | Ontslagen op 8 oktober 1991.          |
| Teamarts        | Hans-Wilhelm Müller-Wohlfahrt | Duitsland     |                                       |

## Resultaten
| Bundesliga | DFB-Pokal   | UEFA Cup    |
| ---------- | ----------- | ----------- |
|            |             |             |
| Tiende     | 1/32 finale | 1/32 finale |

## Uitrustingen
Hoofdsponsor: Opel

Sportmerk: adidas
| Thuis | Uit |

## Transfers

### Zomer
| Naam              | Nationaliteit | Van/naar             | Type           |
| ----------------- | ------------- | -------------------- | -------------- |
| Inkomend          |               |                      |                |
| Bernardo          | Brazilië      | São Paulo FC         | Gekocht        |
| Thomas Berthold   | Duitsland     | AS Roma              | Gekocht        |
| Oliver Kreuzer    | Duitsland     | Karlsruher SC        | Gekocht        |
| Bruno Labbadia    | Duitsland     | 1. FC Kaiserslautern | Gekocht        |
| Mazinho           | Brazilië      | Bragantino           | Gekocht        |
| Thorsten Ott      | Duitsland     | Kickers Offenbach    | Gekocht        |
| Toni Schumacher   | Duitsland     | Fenerbahçe           | Gekocht        |
| Alois Reinhardt   | Duitsland     | Bayer Leverkusen     | Gekocht        |
| Uitgaand          |               |                      |                |
| Klaus Augenthaler | Duitsland     |                      | Einde carrière |
| Rainer Aigner     | Duitsland     | Fortuna Düsseldorf   | Verkocht       |
| Jürgen Kohler     | Duitsland     | Juventus             | Verkocht       |
| Allan Nielsen     | Denemarken    | Odense BK            | Verkocht       |
| Stefan Reuter     | Duitsland     | Juventus             | Verkocht       |

### Winter
| Naam        | Nationaliteit | Van/naar | Type    |
| ----------- | ------------- | -------- | ------- |
| Inkomend    |               |          |         |
| Jan Wouters | Nederland     | AFC Ajax | Gekocht |

## Bundesliga

### Eindstand
| #  | Club                     | Wed | Gew | Gel | Ver | V  | T  | Pnt. |
| -- | ------------------------ | --- | --- | --- | --- | -- | -- | ---- |
| 1  | VfB Stuttgart            | 38  | 21  | 10  | 7   | 62 | 32 | 52   |
| 2  | Borussia Dortmund        | 38  | 20  | 12  | 6   | 66 | 47 | 52   |
| 3  | Eintracht Frankfurt      | 38  | 18  | 14  | 6   | 76 | 41 | 50   |
| 4  | 1. FC Köln               | 38  | 13  | 18  | 7   | 58 | 41 | 44   |
| 5  | 1. FC Kaiserslautern     | 38  | 17  | 10  | 11  | 58 | 42 | 44   |
| 6  | Bayer 04 Leverkusen      | 38  | 15  | 13  | 10  | 53 | 39 | 43   |
| 7  | 1. FC Nürnberg           | 38  | 18  | 7   | 13  | 54 | 51 | 43   |
| 8  | Karlsruher SC            | 38  | 16  | 9   | 13  | 48 | 50 | 41   |
| 9  | SV Werder Bremen         | 38  | 11  | 16  | 11  | 44 | 45 | 38   |
| 10 | FC Bayern München        | 38  | 13  | 10  | 15  | 59 | 61 | 36   |
| 11 | FC Schalke 04            | 38  | 11  | 12  | 15  | 45 | 45 | 34   |
| 12 | Hamburger SV             | 38  | 9   | 16  | 13  | 32 | 43 | 34   |
| 13 | Borussia Mönchengladbach | 38  | 10  | 14  | 14  | 37 | 49 | 34   |
| 14 | Dynamo Dresden           | 38  | 12  | 10  | 16  | 34 | 50 | 34   |
| 15 | VfL Bochum               | 38  | 10  | 13  | 15  | 38 | 55 | 33   |
| 16 | SG Wattenscheid 09       | 38  | 9   | 14  | 15  | 50 | 60 | 32   |
| 17 | Stuttgarter Kickers      | 38  | 10  | 11  | 17  | 53 | 64 | 31   |
| 18 | Hansa Rostock            | 38  | 10  | 11  | 17  | 43 | 55 | 31   |
| 19 | MSV Duisburg             | 38  | 7   | 16  | 15  | 43 | 55 | 30   |
| 20 | Fortuna Düsseldorf       | 38  | 6   | 12  | 20  | 41 | 69 | 24   |

Kampioen VfB Stuttgart plaatste zich voor de UEFA Champions League 1992/93
Bekerwinnaar Hannover 96 en titelverdediger SV Werder Bremen plaatsten zich voor de Europacup II 1992/93
Borussia Dortmund , Eintracht Frankfurt, 1. FC Köln en 1. FC Kaiserslautern namen deel aan de UEFA Cup 1992/93
Om voor het seizoen 1992/93 weer op achttien club uit te komen degradeerden dit seizoen vier clubs en twee club promoveerden.
Stuttgarter Kickers, Hansa Rostock, MSV Duisburg en Fortuna Düsseldorf degradeerden naar de 2. Bundesliga
Bayer 05 Uerdingen promoveerde uit de 2. Bundeliga Nord, 1.FC Saarbrücken promoveerde uit de 2. Bundeliga Süd.

## Afbeeldingen

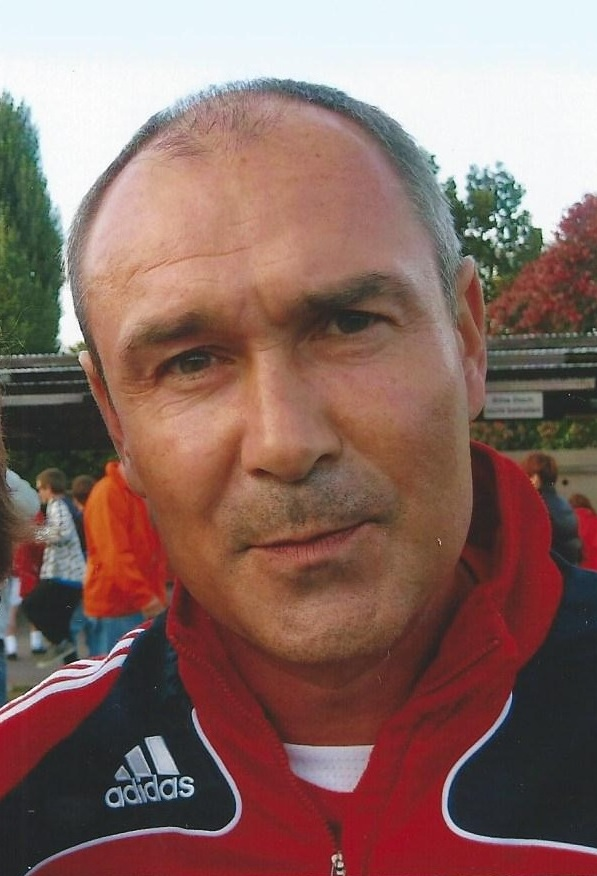
Raimond Aumann (doelman)
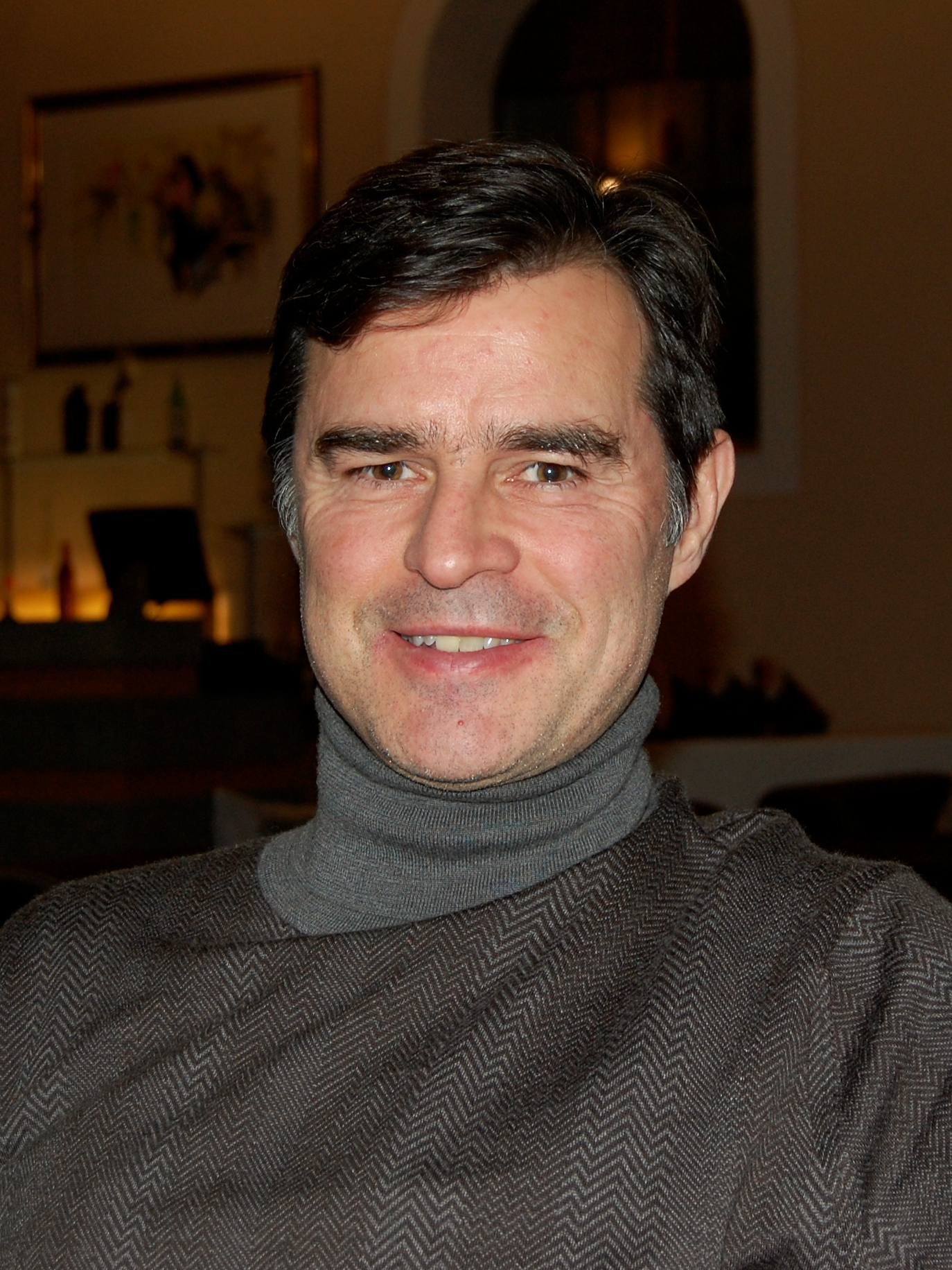
Thomas Berthold (verdediger)
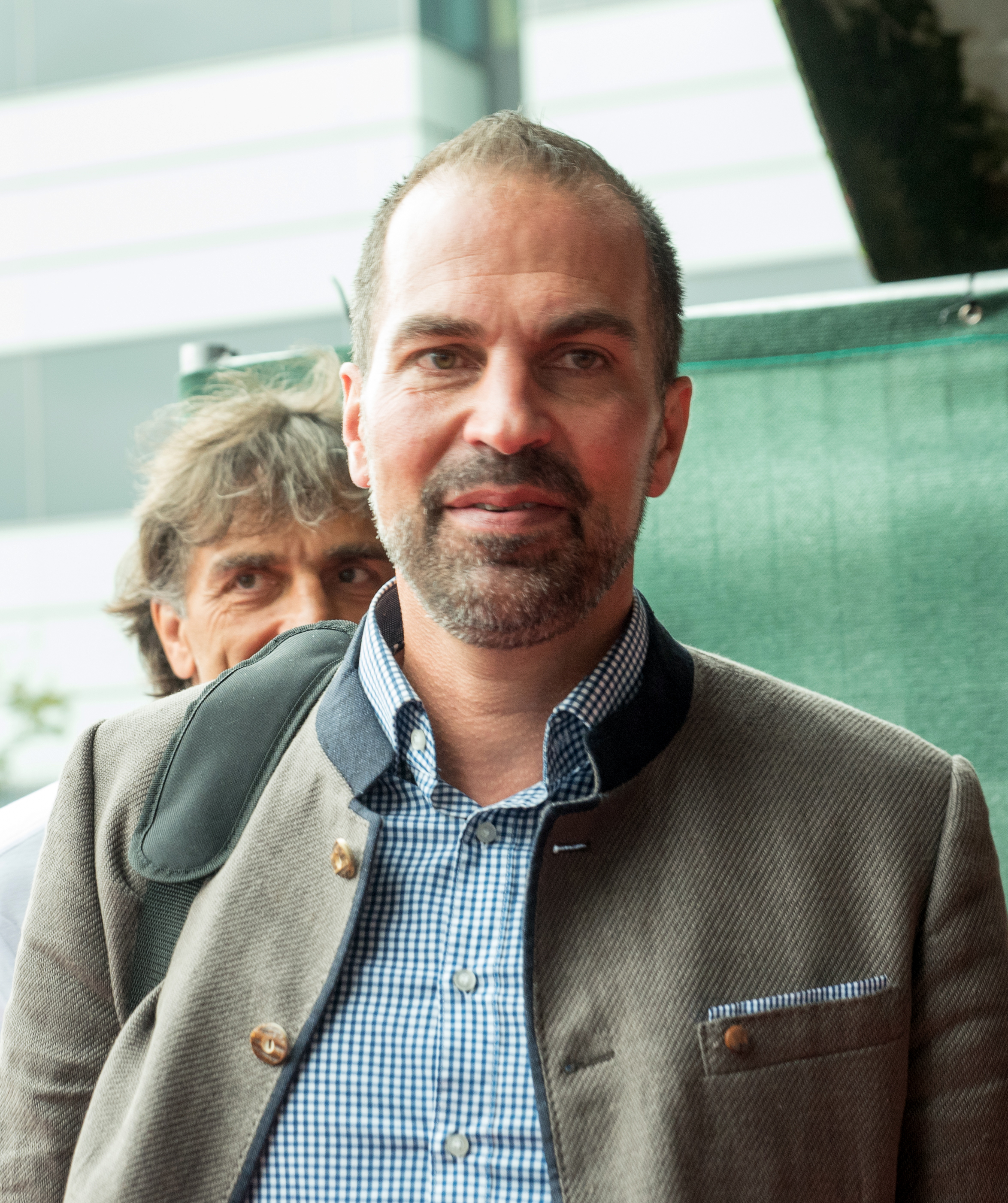
Markus Babbel (verdediger)
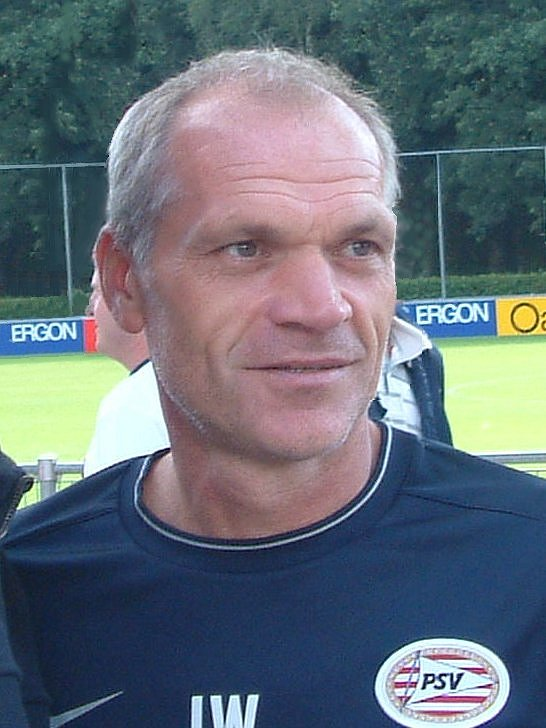
Jan Wouters (middenvelder)
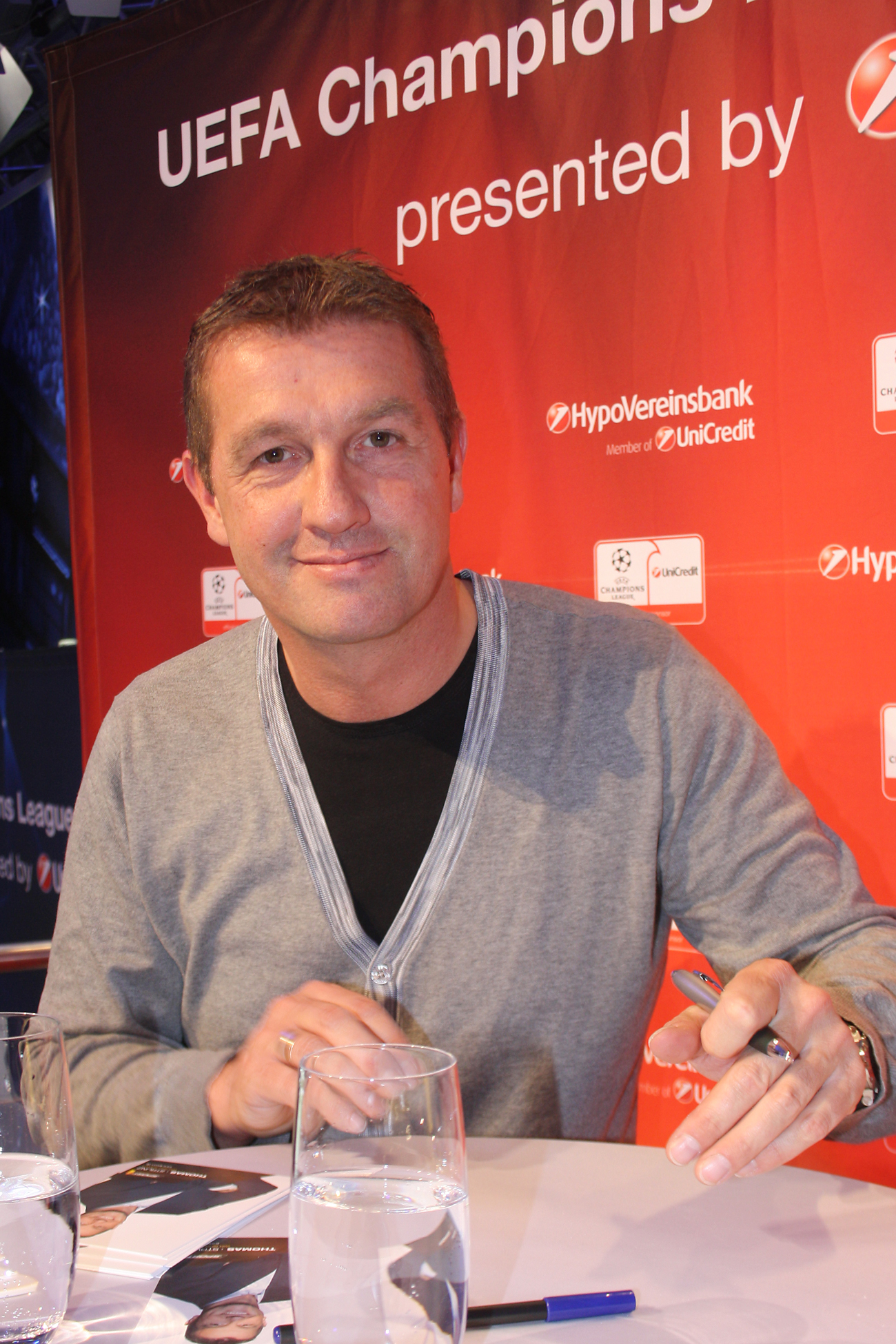
Thomas Strunz (middenvelder)
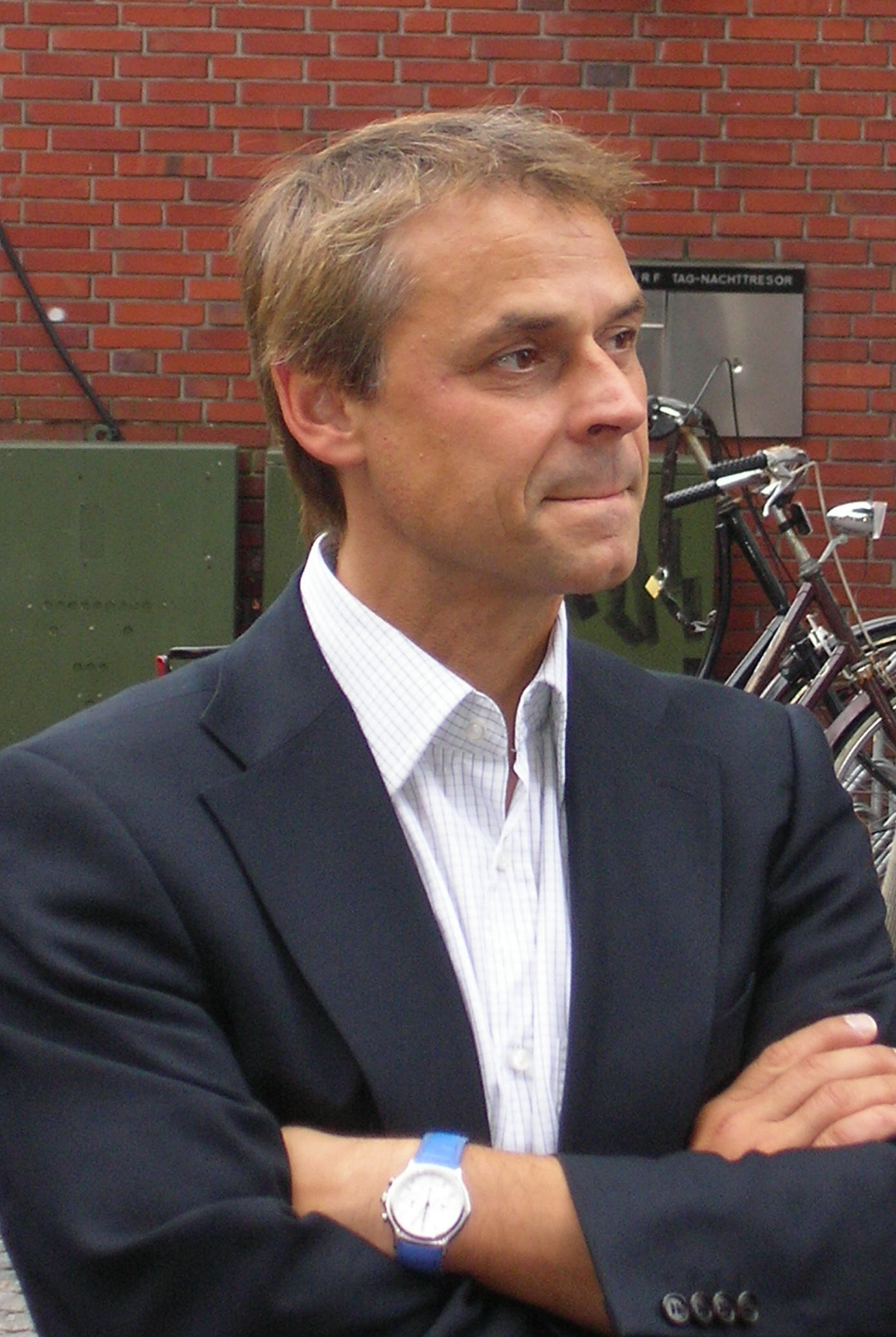
Olaf Thon (middenvelder)
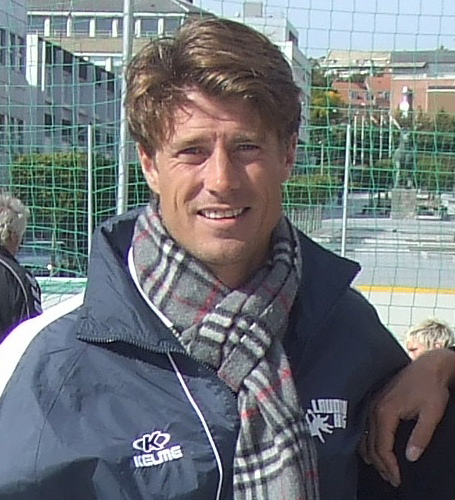
Brian Laudrup (aanvaller)